# Seaview (Nouvelle-Zélande)
Pour l’article homonyme, voir Seaview (homonymie).
Seaview est une banlieue industrielle de la cité  de Lower Hutt  située dans la partie inférieure de l’Île du Nord de la Nouvelle-Zélande.